# IT-System (Elektrotechnik)
Ein IT-System (französisch Isolé Terre) ist eine bestimmte Realisierungsart (Netzform) eines Niederspannungsnetzes in der elektrischen Energieversorgung innerhalb einer Elektroinstallation. Wichtigstes Merkmal ist die Art der Erdverbindung an der Stromquelle und der elektrischen Betriebsmittel. Bei diesem Netz besteht keine galvanische Verbindung zwischen aktiven Leitern und geerdeten Teilen. Ein erster Fehler darf nicht zur Abschaltung der Stromversorgung führen.
Andere Realisierungsformen von Niederspannungsnetzen sind das TN-System und das TT-System.

## Netzaufbau

IT-System ohne Neutralleiter

Das IT-Netz ist ein Netz, das nur eine geringe Ausdehnung besitzen darf. Die geringe Netzgröße ist erforderlich, da das Auffinden einer Fehlerstelle in einem ausgedehnten Netz sehr aufwendig sein kann und da bei größeren Leitungslängen die Kapazität und damit der Fehlerstrom ansteigt. Das Netz muss über eine separate Stromversorgung aufgebaut sein. Die Stromversorgung kann entweder über einen Transformator, einen Generator oder über Batterien erfolgen. Es ist somit möglich, IT-Netze mit Wechselstrom oder mit Gleichstrom zu betreiben. Bei Drehstromnetzen ist es möglich, den Neutralleiter als vierten Leiter zu verwenden. In solchen Vierleiternetzen kann aufgrund von Spannungsanhebungen im Fehlerfall eine Überstromschutzeinrichtung für den Neutralleiter erforderlich sein. Das IT-Netz hat gute EMV-Eigenschaften, außerdem führt in diesem Netz ein einfacher Erdschluss nicht zur sofortigen Abschaltung des Netzes. Das IT-Netz ist einfehlersicher und hat eine wesentlich höhere Ausfallsicherheit als andere Netzformen wie TN- oder TT-Netze. IT-Systeme bieten hinsichtlich der Versorgungssicherheit die meisten Vorteile aller Netzformen.
In bestimmten Bereichen, wie z. B. in Krankenhäusern, bestehen IT-Netze neben dem TN-Netz. Hierbei handelt es sich um Zweileiter-IT-Netze für die Versorgung von Wechselstromverbrauchern in besonders schutzbedürftigen Bereichen. In diesen Bereichen müssen die Steckdosen des IT-Netzes entsprechend gekennzeichnet oder mit unverwechselbaren Stecksystemen ausgerüstet sein. Die Leistung der Transformatoren in diesen medizinischen IT-Netzen ist auf 8 kVA begrenzt.

## Erdung und Potentialausgleich
Beim IT-System werden die Schutzerdung und die Betriebserdung unterschiedlich ausgeführt. Die leitfähigen Gehäuse der Betriebsmittel sind im IT-System wie in einem TT-System oder TN-System geerdet. Alle leitfähigen, nicht zum Betriebsstromkreis gehörenden Körper müssen entweder einzeln oder gemeinsam geerdet werden, oder sie müssen gemeinsam mit der Erdung des Systems verbunden werden. Außerdem ist es zulässig, die leitfähigen Körper gruppenweise mit dem Schutzleiter zu verbinden. Die Erdung erfolgt so, dass die folgende Bedingung erfüllt ist:
{\displaystyle R_{\text{A}}\cdot I_{\text{d}}\leq U_{\text{L}}}
Dabei ist:
- {\displaystyle R_{\text{A}}} der Erdungswiderstand aller Körper in Ohm
- {\displaystyle I_{\text{d}}} der Fehlerstrom im Falle eines Fehlers in Ampere
- {\displaystyle U_{\text{L}}} die vereinbarte Grenze der zulässigen Berührungsspannung in Volt[10]

Die Betriebsspannungsquelle ist gegen Erde isoliert, d. h. offen – bei Gleichspannungsnetzen ist eine symmetrische hochohmige Erdung üblich. Es besteht im Normalbetrieb keine niederohmige Verbindung zwischen den aktiven Teilen des Netzes und Erde bzw. Schutzleiter. Wird das Netz aus einem Transformator gespeist, so ist der Sternpunkt des einspeisenden Transformators somit nicht geerdet.
Aufgrund von Streukapazitäten ist der Widerstand des Netzes gegen Erde jedoch nicht unendlich, sondern erreicht Widerstandswerte, die im Kiloohmbereich liegen.

## Personenschutz
Für den Personenschutz können folgende Schutzeinrichtungen eingesetzt werden:
- Isolationsüberwachungseinrichtungen
- Überstromschutzeinrichtungen
- Fehlerstrom-Schutzeinrichtungen
- Fehlerspannungs-Schutzeinrichtungen[6]

Werden für den Personenschutz Isolationsschutzeinrichtungen eingesetzt, so entspricht dieser Schutz der früheren Schutzmaßnahme Schutzleitungssystem. Zum Erkennen von Isolationsfehlern werden Isolationsüberwachungseinrichtungen eingesetzt, die permanent den Widerstand der Außenleiter und des Neutralleiters gegen Erde messen und einen Isolationsfehler umgehend melden, sodass nicht notrelevante Aggregate kontrolliert abgeschaltet werden können. Werden Isolationsschutzeinrichtungen im IT-Netz verwendet, ist ein örtlicher Potentialausgleich zwingend vorgeschrieben.
Werden Überstromschutzeinrichtungen zur automatischen Abschaltung eingesetzt, müssen die Abschaltbedingungen gemäß DIN VDE 0100-410 eingehalten werden. Nachteilig ist beim Einsatz von Überstromschutzeinrichtungen, dass diese nur bei hohen Strömen ansprechen. Für geringe Fehlerströme sind Überstromschutzeinrichtungen nicht geeignet.
Beim Einsatz von RCD-Schutzeinrichtungen (veraltet FI) muss sichergestellt werden, dass die Schutzeinrichtung im Doppelfehlerfall mindestens einen Fehler abschaltet. Werden beim Einsatz von Ersatzstromerzeugern Stromkreise mit Nennströmen, die größer als 32 A sind, im IT-Netz betrieben, so muss jeder Stromkreis durch einen eigenen Fehlerstrom-Schutzschalter geschützt werden. Die Schalter müssen bei Fehlerströmen bis 30 mA abschalten.
Die Verwendung von FU-Schutzeinrichtungen ist im IT-Netz auf Sonderfälle beschränkt. Für den Einsatz von FU-Schutzeinrichtungen im IT-Netz gelten die gleichen Forderungen wie für den Einsatz im TT-Netz. Es gibt jedoch kaum praktische Anwendungsfälle, die den Einsatz von FU-Schutzeinrichtungen im IT-Netz erforderlich machen.

## Fehlerfall
Einen ersten Isolationsfehler zwischen einem Außenleiter und der Erde stellt eine Erdung dieses Leiters dar. Es besteht dann weiterhin weder ein Potentialunterschied zwischen leitfähigen Gehäusen und der Erde noch ein über die Erde geschlossener Stromkreis zum Transformator. Da keine Potentialunterschiede auftreten, tritt auch keine Berührungsspannung zwischen den berührbaren Gehäuseteilen und der Erde auf. Das IT-Netz geht in diesem Betriebszustand quasi in die Unsymmetrie eines TN- oder TT Netzes über. Es fließt jedoch ein wesentlich geringerer Fehlerstrom. Der Fehlerstrom verteilt sich auf alle Abgänge und fließt in den beiden anderen Außenleitern zurück. Der Rückfluss erfolgt aufgrund des isolierten Netzes über die Leiter-Erde-Kapazitäten der „gesunden“ Außenleiter. Die Höhe dieses kapazitiven Fehlerstromes ist von der Größe der Erdkapazitäten abhängig. Je größer das Netz ausgedehnt ist, desto größer sind die Erdkapazitäten und umso größer ist folglich der Fehlerstrom. Durch den Erdschluss kommt es zu einer Spannungsüberhöhung der beiden „gesunden“ Phasen gegenüber Erde. Die Außenleiterspannungen gegen Erde steigen auf den {\displaystyle {\sqrt {3}}}-fachen Wert an. Die Spannung gegen Erde gleicht nun der Spannung zwischen zwei Außenleitern. Durch die Spannungserhöhung wird die Isolation der Leitungen stärker beansprucht. Da alle aktiven Teile die gleiche Potentialänderung erfahren, kann die Anlage trotzdem zunächst gefahrlos weiter betrieben werden. Der Fehler sollte aber wegen der Spannungsüberhöhung und der (zwar geringen) Wahrscheinlichkeit eines weiteren Fehlers rasch behoben werden.
Einpolige Fehler sind mit einer Wahrscheinlichkeit, die über neunzig Prozent liegt, die am häufigsten auftretende Fehlerart. Obwohl die Wahrscheinlichkeit für das Auftreten eines zweiten Fehlers unter zehn Prozent liegt, können im geringen Umfang zweipolige Fehler auftreten. In diesem Fall tritt ein weiterer Erdschluss durch einen anderen aktiven Leiter auf und erzeugt somit einen Doppelfehler. Aufgrund dieses Doppelfehlers treten erheblich höhere Fehlerströme auf. Bei zwei satten Erdschlüssen kommt es zu einem Kurzschluss, welcher nur dann ungefährlich ist, wenn er durch die Überstromschutzeinrichtungen sofort abgeschaltet wird. Bei Auftreten eines Doppelfehlers muss im IT-System eine automatische Abschaltung erfolgen. Da im ungünstigen Fall der doppelte Schleifenwiderstand wirkt, müssen die Überstromabschaltorgane (Leitungsschutzschalter) bzw. die Leiterquerschnitte bei IT-Netzen kritischer bemessen sein als bei geerdeten Netzen. Bei Ersatzstromerzeugern kann auf die Abschaltung verzichtet werden, wenn die Spannung zwischen den Anschlussklemmen auf unter 50 Volt sinkt.

## Fehlersuche
Eine Einrichtung zur Isolationsfehlersuche ist ein Gerät oder eine Kombination von Geräten zur Isolationsfehlersuche in IT-Systemen und wird zusätzlich zu einem Isolationsüberwachungsgerät eingesetzt. Sie prägt einen Prüfstrom zwischen den spannungsführenden Leitern und Erde ein und lokalisiert Isolationsfehler. Mittels Einrichtungen zur Isolationsfehlersuche (IFLS) können Isolationsfehler im laufenden Betrieb oder abgeschalteten Zustand lokalisiert werden. Dazu stehen Geräte zur stationären Installation und mobile Geräte zur Verfügung.
Eine Einrichtung zur Isolationsfehlersuche (IFLS, Insulation Fault Location System) besteht in der Regel aus einem Isolationsüberwachungsgerät (IMD, Insulation Monitoring Device) mit integriertem Prüfstromgenerator (LCI, Locating Current Injector), einem Isolationsfehlersuchgerät (IFL, Insulation Fault Locator) und Wandlern (LCS, Locating Current Sensor).

## Einsatz
Man setzt diese Netzart in Operationssälen von Krankenhäusern ein, da hier eine Unterbrechung der Stromversorgung eine Lebensgefahr für den Patienten darstellen würde. Aber auch in Intensivstationen werden IT-Netze verwendet. Des Weiteren finden IT-Netze in Industrieanlagen ihre Anwendung, wenn eine Abschaltung der Stromversorgung zu einer Unterbrechung des Produktionsprozesses führen würde und dadurch einen wirtschaftlichen Schaden verursachen würde. Dies ist beispielsweise bei der Glasproduktion und in der chemischen Industrie der Fall. Aber auch bei der Energieversorgung in explosionsgefährdeten Bereichen, beispielsweise dem untertägigen Steinkohlenbergbau und in Hüttenwerken, werden IT-Netze verwendet. Weitere Anwendungsgebiete sind Ersatzstromversorgungen bei mobilen Anwendungen, beispielsweise bei Einsätzen der Feuerwehr. Auch bei der Stromversorgung von Pumpen der Grundwasserhaltung werden IT-Netze verwendet. Gleichspannungs-Ladestationen für Elektrofahrzeuge werden von IT-Systemen gespeist.
Auf Seeschiffen kommen fast ausschließlich IT-Systeme zum Einsatz. Einerseits ist für einen Großteil der Systeme eine Toleranz für Einfachfehler wie in Operationssälen erwünscht, andererseits sind die Betriebsumgebungen oft Grund für häufige Isolationsfehler. Ein TN-System würde schon bei einem einzigen Verbraucher mit Isolationsfehler abschalten und keine Toleranzzeit zur Behebung der Mängel geben. Zudem können fließende Ausgleichsströme über den gesamten Schiffsrumpf galvanische Prozesse verursachen. Bereits in Schiffen mit z. B. 150 m Länge über alles werden Mittelspannungsverteilnetze eingesetzt, damit können die Ausdehnung der lokalen Niederspannungs-IT-Systeme klein gehalten werden.
Bei der Installation von Wohnräumen findet das IT-System in Deutschland keinerlei Anwendung.

## Grenzen des IT-Netzes
Zunächst einmal kann davon ausgegangen werden, dass durch die fehlende Verbindung zur Erde im 1. Fehlerfall die betroffene Person nicht von einem Strom durchflossen wird, ein Fehler also ungefährlich ist. Das ist in kleinen Anlagen auch der Fall.
Aber auch schon in kleinen Anlagen fließt durchaus ein sehr kleiner Strom über den Körper. 
Berührt die Person einen Leiter, dann stellt die Person selbst einen Widerstand von mindestens 1 kΩ zur Erde her. 
Darüber hinaus bilden sich zwischen übrigen Leitern als auch der Erde immer elektrische Felder aus. 
Zusammen mit den Leitermaterialien und den Isolationen als auch Luft dazwischen bilden sich technisch gesehen elektrische Kondensatoren, deren elektrische Kapazitäten anlagengrößenabhängig sind.
In jedem Wechselstromnetz werden diese Kondensatoren immer wieder wechselnd umgeladen. Die Umladung ist Ursache für einen dauernd vorhandenen, wechselnden Stromfluss. 
Somit bildet sich auch in IT-Netzen immer ein geschlossener Stromkreis mit einem kapazitäts- und frequenzabhängigen Widerstand, dem so genannten Blindwiderstand.
In diesem Wechselstromkreis fließt auch mit idealer Isolation und ohne Isolationsmängel immer ein kleiner Strom zwischen den spannungsführenden Leiter untereinander, sie sind kapazitiv gekoppelt.
Im Fehlerfall fließt der Strom durch 
- den spannungsführenden Leiter
- die Person, welche durch einen Isolationsschaden einen Leiter berührt
- weiter über die Erde zurück über den Blindwiderstand zu den anderen Leitungen.

Je größer die Kapazität der Leiter zur Erde ist, desto größer wird auch der Lade- und Entladestrom; folglich: Je größer die Anlage und länger die Leitung wird, desto größer auch die Kapazität und damit der unerwünschte Stromfluss. 
Genau darin liegen die Grenzen des IT-Netzes: Ist die Netzgröße sehr klein, dann sind auch die Kapazitäten der Außenleiter zur Erde so klein, dass der 1. Fehler gefahrlos ist. Würde man das Netz aber ausdehnen, dann kann die Kapazität der Leiter zur Erde so groß werden, dass unerwünschte und personenschädliche Ströme in gefährlichen Größenordnungen auftreten können.

## Normen
- DIN VDE DIN VDE 0100-100 (VDE 0100-100):2009-06, "Errichten von Niederspannungsanlagen - Teil 1: Allgemeine Grundsätze, Bestimmungen allgemeiner Merkmale, Begriffe", Anhang A.3 und Anhang A.6
- DIN VDE DIN VDE 0100-410 (VDE 0100-410):2007-06, "Errichten von Niederspannungsanlagen - Teil 410:Errichten von Niederspannungsanlagen -Teil 4-41: Schutzmaßnahmen -Schutz gegen elektrischen Schlag", Abschnitt 411.6.
- DIN EN DIN EN 61557-8 (VDE 0413-8):2015-12, "Elektrische Sicherheit in Niederspannungsnetzen bis AC 1000 V und DC 1500 V -Geräte zum Prüfen, Messen oder Überwachen von Schutzmaßnahmen -Teil 8: Isolationsüberwachungsgeräte für IT-Systeme"
- DIN EN DIN EN 61557-9 (VDE 0413-9):2015-10,"Elektrische Sicherheit in Niederspannungsnetzen bis AC 1000 V und DC 1500 V -Geräte zum Prüfen, Messen oder Überwachen von Schutzmaßnahmen -Teil 9: Einrichtungen zur Isolationsfehlersuche in IT-Systemen"
- OVE E 8101 Elektrische Niederspannungsanlagen, Pkt 312.2.3 IT-System
- IEC 60364-3:1993-03, Abschnitt 312.2 ((zurückgezogen))
- IEC 60364-3:1993-03, Änderung 1:1994-02 ((zurückgezogen))
- IEC 60364-1 Ed 5.0:2005-11, "Low-voltage electrical installations - Part 1: Fundamental principles, assessment of general characteristics, definitions". Figures 31G1, 31G2, 31M
- IEC 60364-4-41 Ed 5.0:2005-12, "Low-voltage electrical installations - Part 4-41: Protection for safety - Protection against electric shock", Abschnitt 411.6
- IEC 60364-7-717 Ed 2.0:2009-07,"Low-voltage electrical installations - Part 7-717: Requirements for special installations or locations - Mobile or transportable units", Abschnitt 717.411.6.
- IEC 61557-8:2014, "Electrical safety in low voltage distribution systems up to 1 000 V a.c. and 1 500 V d.c. - Equipment for testing, measuring or monitoring of protective measures - Part 8: Insulation monitoring devices for IT systems"
- IEC 61557-9:2014, "Electrical safety in low voltage distribution systems up to 1000 V a.c. and 1500 V d.c. - Equipment for testing, measuring or monitoring of protective measures - Part 9: Equipment for insulation fault location in IT systems"